# Flönz

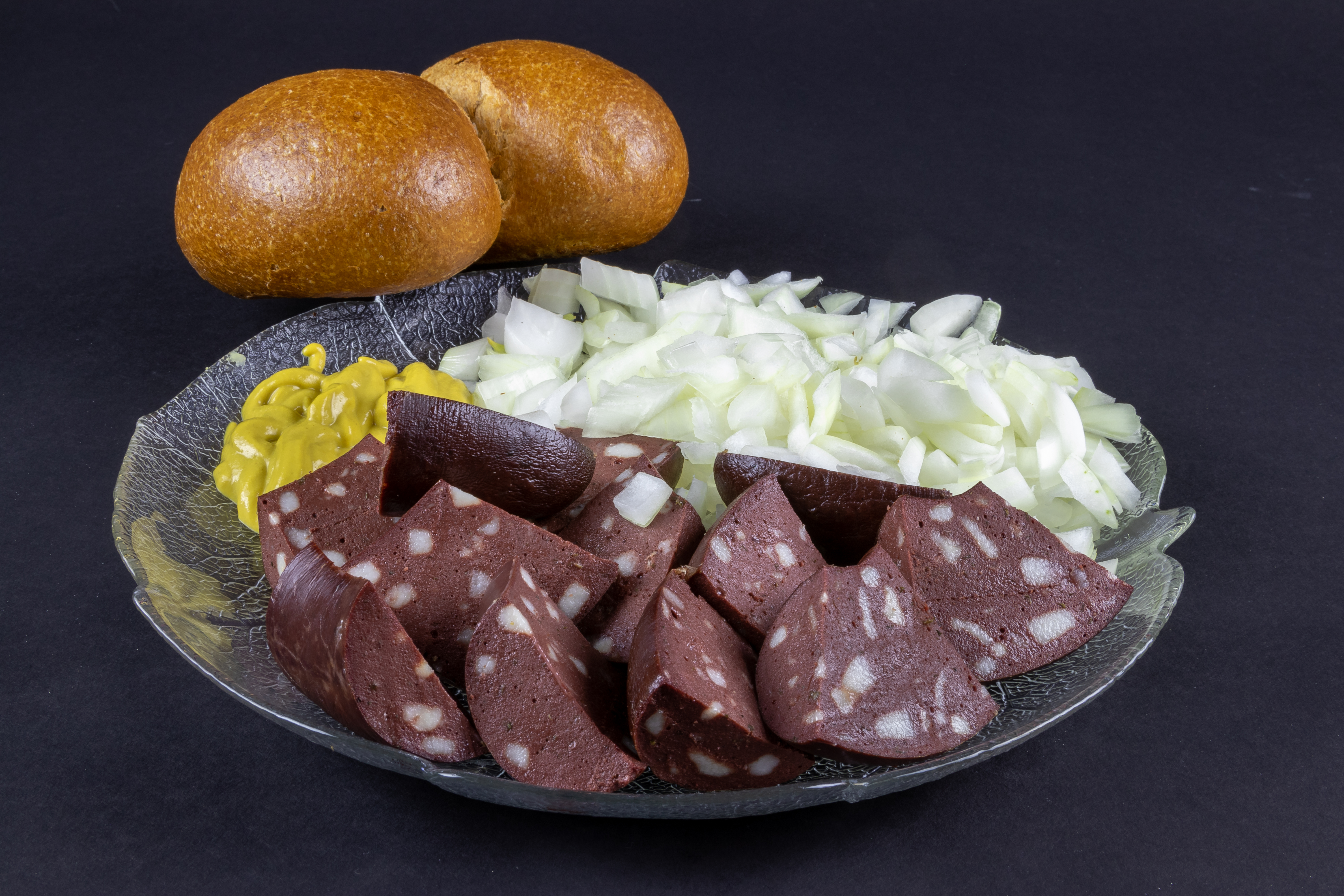
Kölscher Kaviar: Flönz mit Zwiebeln (Öllich), Senf (Mostard) und Röggelchen

Flönz (historisch teilweise auch Flunz) ist eine einfache, schwach geräucherte Blutwurst aus dem Rheinland, die aus Brät mit kleinen Speckstücken besteht.  Neben der Bezeichnung Flönz ist im Rheinland zudem der Name Blootwoosch (kölsch) für Blutwurst geläufig. Seit 2016 ist die Flönz als geschützte Herkunftsbezeichnung bei der Europäischen Kommission registriert.
Anders als der ebenfalls im Rheinland verbreitete Panhas oder das westfälische Möpkenbrot enthält die Flönz keine zusätzlichen Nährmittel wie Mehl oder Grieß. Sie wird häufig kalt ohne Zubereitung auf Brot verzehrt; daneben ist sie angebraten eine typische Beilage für das Gericht Himmel un Ääd und verschiedene Eintopfgerichte.

## Beschreibung

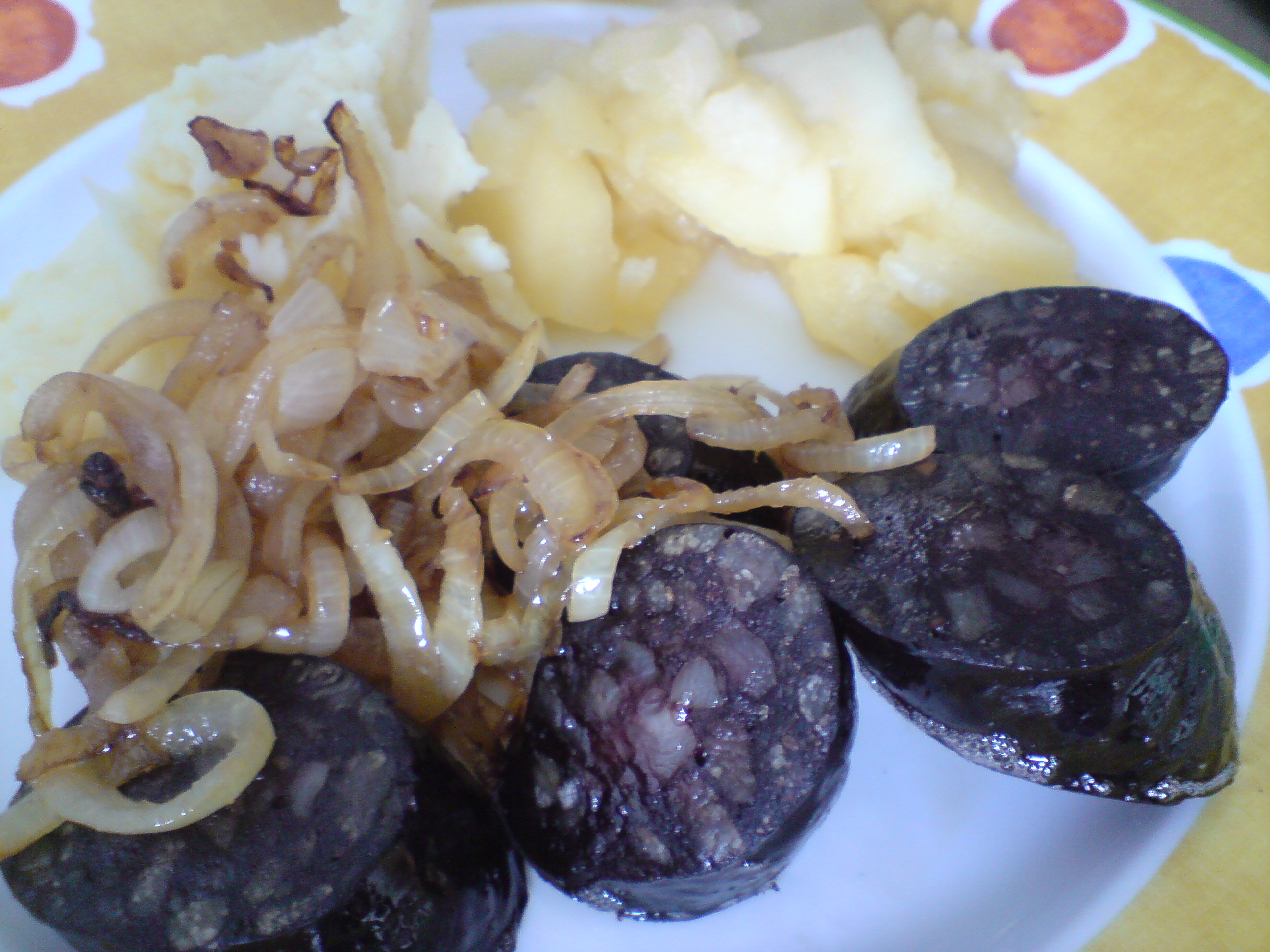
Himmel un Ääd mit Flönz

Die Flönz ist eine Blutwurst, die den Kochwürsten zugeordnet und leicht geräuchert angeboten wird. Dabei kann sie im Darm als ganze Wurst oder in Stücken und auch aufgeschnitten in einzelne Scheiben vermarktet werden, während es keine Flönz im Glas oder in der Dose gibt. Zutaten für eine Flönz sind Speckschwarten, frischer oder gefrorener Schweinespeck, Schweinefleisch und Schweineblut sowie optional Schweinekopffleisch, hinzu kommen Nitritpökelsalz, Gewürze sowie optional Zwiebeln und Fleischfond.
Die Flönz wird als Blutwurst von sogenannter „einfacher Qualität“ bezeichnet, da sie Schweinefleisch enthält, dessen Anteil aber nicht sichtbar ist. Sie hat einen Durchmesser zwischen 30 und 65 Millimeter und wird in Naturdarm oder in Kunstdarm abgefüllt, von außen ist sie rotbraun. Die Würste haben dabei einen kreisrunden Querschnitt und die Form eines gekrümmten Zylinders und besitzen typische Wurstzipfel an beiden Enden, können jedoch auch zu einem Ring geschlossen sein. Die Füllmasse ist rotbraun, durchsetzt vom Weiß der enthaltenene Speckstücke. Die Konsistenz der Wurst ist weich, aber schnittfest. Dadurch unterscheidet sie sich von anderen Blutwürsten vor allem des süddeutschen Raumes, die in der Regel härter und durchgeräuchert sind.

## Geschichte und Etymologie
Das ripuarische Wort Flönz wird [flønːts] ausgesprochen, mit einem relativ geschlossen gesprochenen, kurzen „ö“ gefolgt einem langen „n“. Beide Sprachlaute gibt es im Standarddeutschen nicht.
Laut dem etymologischen Wörterbuch der deutschen Sprache ist das Wort Flönz etymologisch mit Blunze oder Blunzen verwandt, das eine dicke Blutwurst bezeichnet. Das Wort Blunze ist bereits vor dem 16. Jahrhundert belegt und stammt vom mittelhochdeutschen Verb blunsen (aufblähen, aufblasen). Ebenso wahrscheinlich ist eine lautmalerische Komponente im Sinne von plump und plumpsen. Im Frankfurter Dialekt bezeichnet das Wort Bluntz Blutwurst ohne Grieben oder einfach geronnenes Blut, das man beim Metzger als Abfallprodukt billig erwerben konnte.
Noch im neunzehnten Jahrhundert war Flönz die gängige Bezeichnung für Wurstenden, die als Reste beim Aufschnitt in Metzgereien abfielen und billig als Hundefutter, aber auch als Armeleuteessen verkauft wurden. Das Rheinische Wörterbuch verzeichnet Flönz und Flunz als Bezeichnungen für eine „geringe Blutwurst“. Es ist möglich, dass der Name auf die gesamten Würste übertragen wurde, als in den wirtschaftlich schwierigen Zeiten vor und im Ersten Weltkrieg die billigste Sorte Blutwurst den größten Anteil der Reste stellte; jedenfalls ist der heutige Gebrauch von Flönz in der Kölner Gastronomie spätestens ab 1920 belegt.

## Gerichte mit Flönz

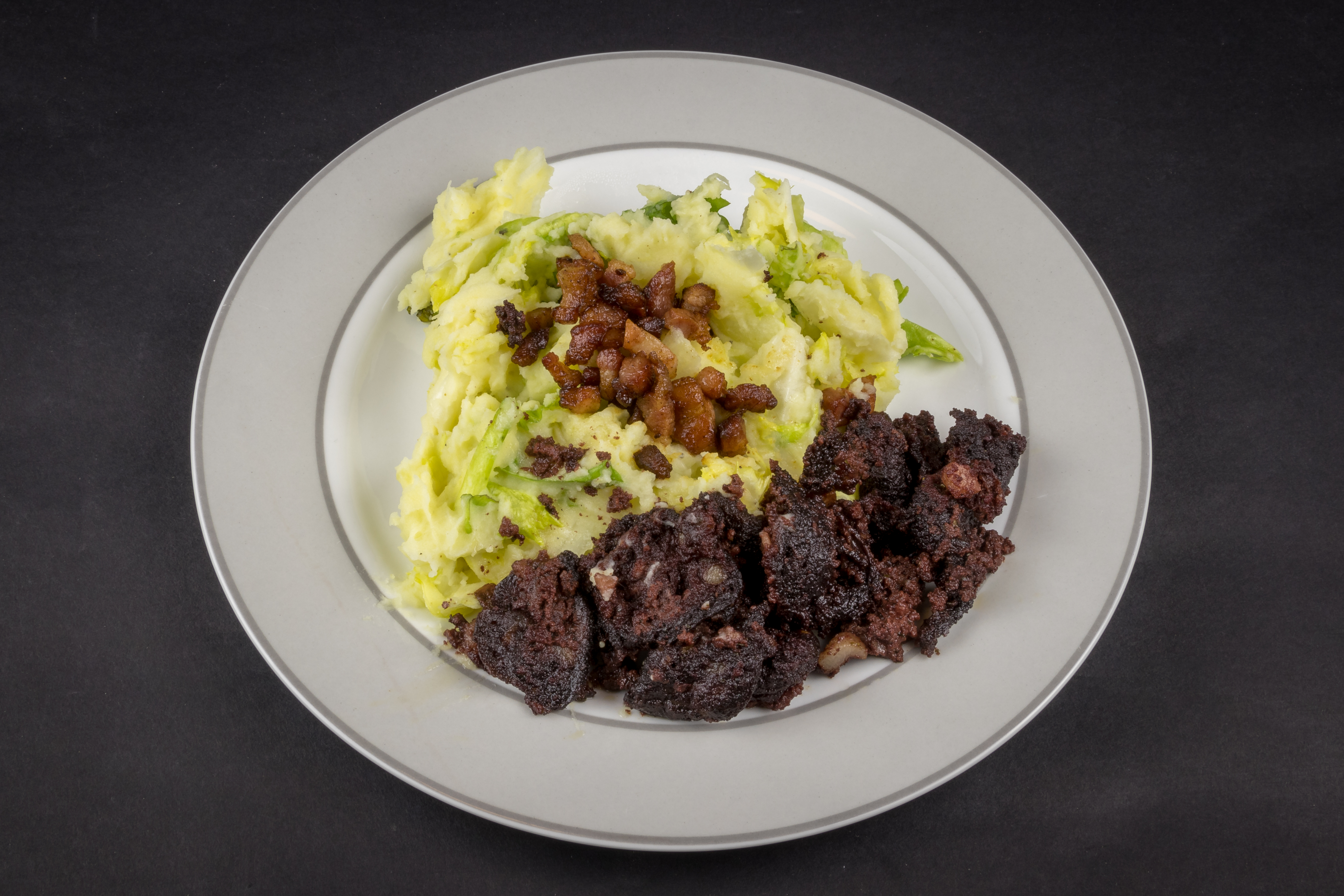
Rheinisches Endivienjemangs mit gebratener Flönz

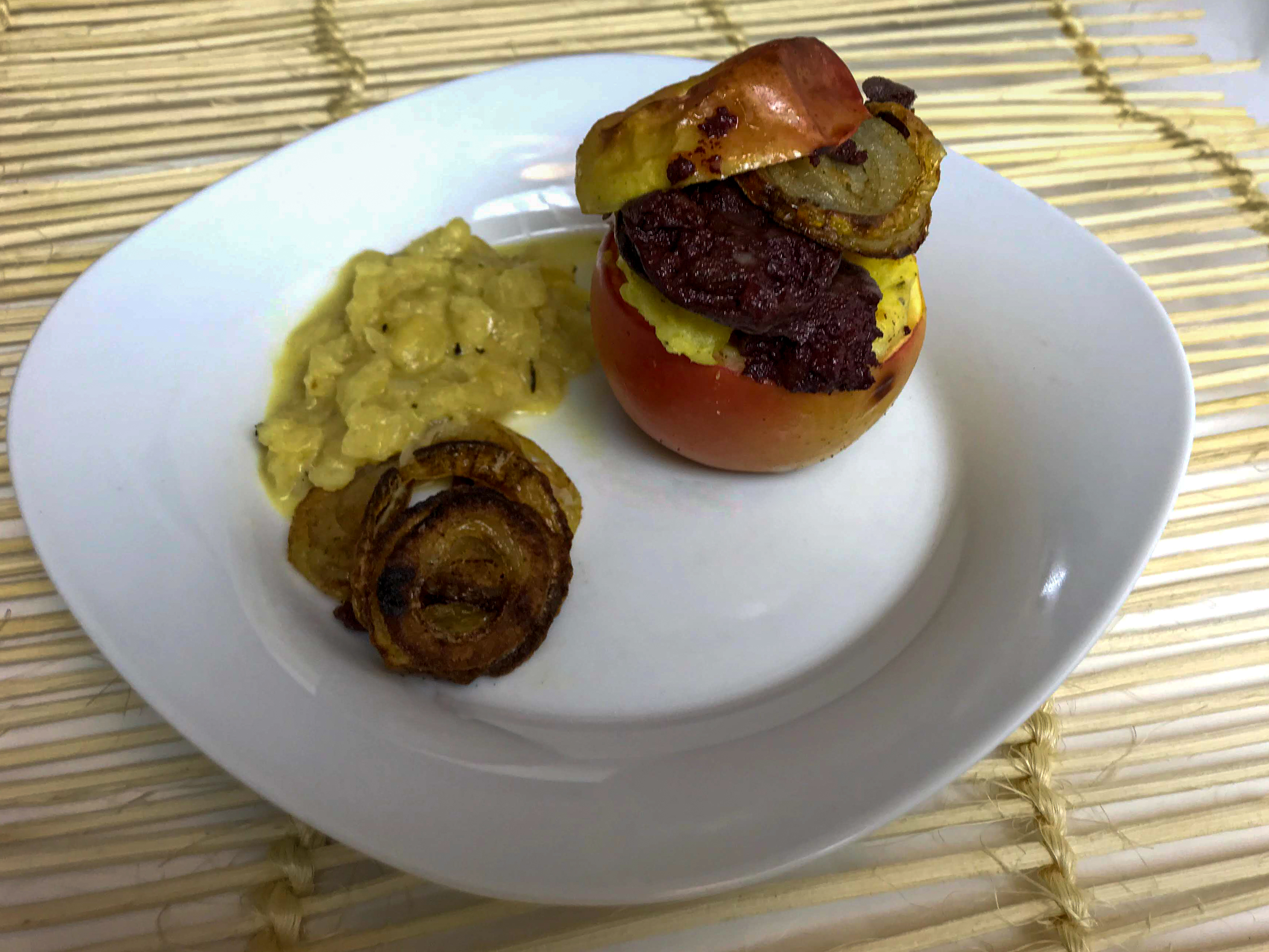
Gefüllter Bratapfel mit Kartoffelpüree, Zwiebeln und gebackener Flönz

Wie die Blutwurst und ähnliche Würste in anderen Regionen wird die Flönz sowohl roh wie auch leicht angebraten zubereitet und gegessen. Dabei haben sich im Rheinland und vor allem im Kölner Raum zahlreich typische Gerichte und Zubereitungen entwickelt. In der Kölner Gastronomie ist die Flönz seit den 1920er Jahren belegt und wird als rheinische Spezialität angeboten.
Die einfachste Art, die Flönz zu essen, ist, sie unverarbeitet allein „op de Hand“ oder mit Brot zu essen. Bekannt ist der Kölsche Kaviar, geschnittene Flönz mit Röggelchen, roten Zwiebelringen und Gewürzgurke. Im Bergischen Land östlich von Köln wird sie als Necke Hennes benannt und im Krefelder Platt ist unter dem Namen Näcken Hännes ein Stück Flönz ohne Beilage bekannt. In Düsseldorf wird die Flönz in der Regel „met Ölk un Mostert“ (mit Zwiebelringen und Senf) als Düsseldorfer Spezialität gegessen, wobei der Senf in der Regel ein Düsseldorfer Senf wie der ABB-Senf oder Löwensenf ist.
Daneben kann die Flönz gebraten sein und als Hauptgericht oder Beilage bei verschiedenen Gerichten eine Rolle spielen. So ist die leicht angebratene Flönz  eine typische Fleischbeilage für das Gericht Himmel un Ääd (Himmel und Erde) sowie für verschiedene weitere Gerichte wie dem Jemangs (Gemüsedurcheinander) oder Linsen süß-sauer. Auch in Suppen kann sie neben Speck und geräucherter Mettwurst verwendet werden, etwa zur Ähzezupp (Erbsensuppe) oder Linsensuppe  sowie als Flönz-Zupp (Blutwurstsuppe), einer Kartoffelsuppe mit Flönz. Im Schlodderkappes, einem rheinischen Weißkohlauflauf, wird die Flönz mit allen anderen Zutaten erst gekocht und später im Backofen zubereitet.
In Süßspeisen wird die Flönz in der Regel nicht gegessen, allerdings kann sie in Bratäpfeln als Füllung mit Zwiebeln oder mit einer Apfel-Zwiebel-Füllung mit aufliegender Flönz verarbeitet werden.

## Eingetragene Marke und Herkunftsbezeichnung

Geographisches Gebiet innerhalb NRW, in dem die Flönz hergestellt wird

Die Kölsche Flönz ist eine eingetragene Marke der Schutzgemeinschaft Kölner Wurstspezialitäten e. V. Sie ist eine schnittfeste Blutwurstvariante der einfachen Qualität, die in Köln, Düsseldorf und Umgebung hergestellt wird. Zutaten sind Schwarten, Schweinefleisch, Schweinekopffleisch, Schweineblut, Salz und Gewürze. Die Verwendung von Gewürzextrakten und Aromen ist untersagt. Die sichtbare Speckeinlage besteht aus Stücken zwischen 5 mm und 10 mm.
Bei der Europäischen Kommission beantragte Deutschland 2014 die Eintragung der Bezeichnung Flönz als geschützte geographische Angabe (g.g.A.) in das Verzeichnis der geschützten Herkunftsbezeichnungen. Seit Eintrag im Jahre 2016 darf nur eine Blutwurst, die in dem aus Bonn, Brühl, Bergisch Gladbach, Leverkusen, Rösrath, Wesseling, Hürth, Frechen, Pulheim, Neuss, Dormagen, Monheim, Ratingen, Düsseldorf und Köln sowie dem Rhein-Sieg-Kreis gebildeten geografischen Gebiet hergestellt wurde, unter der Bezeichnung Flönz vermarktet werden.

## Die Flönz in der rheinischen Kultur
Entsprechend dem Antrag auf die Eintragung als geschützte Herkunftsbezeichnung bei der Europäischen Kommission spielt die Flönz eine zentrale Rolle in der rheinischen Kultur und im rheinischen Brauchtum, wo sie vor allem mit dem rheinischen Karneval verbunden wird. Dabei wird sie als Produkt bezeichnet, „das sogar die sich gelegentlich scherzhaft als verfeindet ausgebenden Städte Köln und Düsseldorf in einer gemeinsamen kulinarischen Tradition vereint.“
Das Wort Flönz wird in einem scherzhaften Kölner Schibboleth benutzt: Typischerweise wird eine der kölschen Sprache nicht mächtige Person aufgefordert: Sach ens Blootwoosch! ‚Sag mal Blutwurst!‘. Wer die Kölner Gebräuche nicht kennt, wird sich zum Vergnügen der Einheimischen bemühen, Blootwoosch nachzusprechen, während Eingeweihte wissen, dass Flönz als Synonym für die Kölner Blutwurst die „richtige“ Antwort wäre.

### Flönz in der Karnevalskultur
Aufbauend auf dem geschilderten Gebrauch schrieben der Kölner Textdichter Jupp Schlösser und der Komponist Gerhard Jussenhoven 1947 das Karnevalslied Sag’ ens Blotwoosch. Auch in den Liedern Bunnefitschmaschinche von Toni Steingass aus dem Jahr 1980 und Buure Säu von Gerd Köster und Frank Hocker aus dem Jahr 1996 wird auf die Flönz Bezug genommen. Der Schauspieler Peter Millowitsch inszenierte 2011 ein Theaterstück mit dem Titel Für eine Handvoll Flönz in seinem Millowitsch-Theater, und in der Karnevalssession 2011/12 thematisierte die Kölner Stunksitzung das Thema „Kölsch gibt es nur gegen Flönz. Euro Flönz …“. Hinzu kommt die Nutzung des Namens Flönz bei regionalen Aktivitäten und Vereinen, etwa bei der Tour de Flönz für die erste Oldtimer-Ausfahrt der KG Ahl Häre in Pulheim, der Name Flying Flönz einer Kölner Ultragruppe der RheinStars Köln oder dem jährlich stattfindenden Royal Flönz Kapp des Kölner Yacht Clubs.
Eine zentrale Rolle spielt die Flönz bei den Puppensitzungen im Kölner Hänneschen-Theater, wo sie als Karnevalsorden für die auftretenden Büttenredner dient. Da es nur eine Flönz gibt, muss Speimanes den Gästen hinter der Bühne diese wieder abnehmen, was immer mit einer Rauferei verbunden ist. Anschließend bringt Speimanes die Flönz dem Sitzungspräsidenten Schäl stotternd und spuckend zurück mit den Worten „Herr P-P-Präsident, die Woosch“, wobei das Publikum die Worte „die Woosch“ traditionell laut mitspricht. Ebenso traditionell wird vor allem bei karnevalistischen Veranstaltungen im Rheinland ein sogenannter Flönzorden verliehen, der schlicht ein Kringel aus Blutwurst ist.

### Flönz-Cup
Seit dem Jahr 1977 wird in Köln der Flönz-Cup ausgeschrieben. In den ersten fünf Jahren fand der Wettbewerb im Rahmen der  Allgemeinen Nahrungs- und Genussmittel-Ausstellung statt. Nach einer Pause griff die Kölner Fleischer-Innung den Preis im Jahr 1995 auf, der seitdem alle zwei Jahre ausgeschriebenen und heute als „Großer Blut- und Rotwurst Wettbewerb der Fleischer-Innung Köln“ bezeichnet wird. In den drei Klassen Spitzen-Rezeptur, Mittlere Rezeptur und Einfache Rezeptur dürfen auch überregionale Hersteller unterschiedlicher Wurstwaren teilnehmen und ihre Produkte einreichen.
An der Sonderprüfung „Kölsche Flönz®“ nehmen dagegen nur Bewerber aus Köln und Umgebung teil. Eine Jury aus Vertreterinnen des Hausfrauen-Bundes, Metzgermeistern, Veterinären der Lebensmittelaufsichtsbehörden und Berufsschulfachlehrern bewertet die eingereichten Wurstprodukte nach verschiedenen Qualitätsrichtlinien, deren Zusammensetzung und dem Geschmack der Ware.

## Belege
1. ↑  Alfred Täufel: Lebensmittel-Lexikon. Behr, Hamburg 2005, ISBN 3-89947-165-2
2. 1 2 3 4 5 6 7 8  Veröffentlichung eines Eintragungsantrags gemäß Artikel 50 Absatz 2 Buchstabe a der Verordnung (EU) Nr. 1151/2012 des Europäischen Parlaments und des Rates über Qualitätsregelungen für Agrarerzeugnisse und Lebensmittel. (2016/C 107/07). In: Amtsblatt der Europäischen Union. 22. März 2016; abgerufen am 22. März 2018.
3. 1 2 3  Prof. Adam Wrede: Neuer Kölnischer Sprachschatz. Greven Verlag Köln. 12. Auflage, 1999. ISBN 3-7743-0243-X, Band 1, Seite 235 links
4. ↑  Frankfurter Wörterbuch, herausgegeben von Wolfgang Brückner, Bd. IV (Litze-qui vive), Frankfurt am Main, 1972
5. 1 2 3  „Flönz.“ In: Berthold Heizmann, Dagmar Hänel (Mitarbeit): Von Apfelkraut bis Zimtschnecke. Das Lexikon der rheinischen Küche. Greven, Köln 2011, ISBN 978-3-7743-0477-2, S. 75–76.
6. ↑  Rheinisches Wörterbuch, herausgegeben von Josef Müller, Bd. 2 (E-G), Fritz Klopp, Berlin, 1931. (online: Flunz, Flönz)
7. ↑  „Kölscher Kaviar.“ In: Barbara Otzen, Hans Otzen: Rheinische Küche. Edition Lempertz, Königswinter 2011, ISBN 978-3-941557-58-1, S. 37–38
„Kölscher Kaviar.“ In: Kölner Küche. garant Verlag, Renningen 2014, ISBN 978-3-86766-599-5, S. 28
Hanns Dieter Hüsch: Essen kommen! Geschichten und Rezepte. Verlag Kiepenheuer & Witsch, Köln 2000, ISBN 3-462-03503-7, S. 10.
8. ↑  Seite 15, linke Spalte in „Marionetten-Ensemble Krieewelsche 'pappköpp' – Portrait einer erfolgreichen Amateurtruppe“, Kieewelsche Pappköpp, Krefeld, 1982.
9. ↑  „Linsen süß-sauer mit Flönz“. In: Rheinische Küche. Spezialitäten aus der Region KOMET Verlag, Köln o. J.; S. 80–81. ISBN 978-3-86941-422-5.
10. ↑  „Ähsesupp mit Flönz“. In: Rheinische Küche. Spezialitäten aus der Region KOMET Verlag, Köln o. J., ISBN 978-3-86941-422-5, S. 58–59.
„Erbsensuppe mit Blutwurst“. In: Hanns Dieter Hüsch: Essen kommen! Geschichten und Rezepte. Verlag Kiepenheuer & Witsch, Köln 2000, ISBN 3-462-03503-7, S. 25.
11. ↑  „Linsensuppe mit Blutwurst“. In: Hanns Dieter Hüsch: Essen kommen! Geschichten und Rezepte. Verlag Kiepenheuer & Witsch, Köln 2000, ISBN 3-462-03503-7, S. 32.
12. ↑  „Schlodderkappes.“ In: Kölner Küche. garant Verlag, Renningen 2014; S. 32–33. ISBN 978-3-86766-599-5.
13. ↑  Gefüllter Bratapfel mit Kartoffelpüree und Flönz, Rezept aus der Fernsehsendung Hier und Heute des WDR, abgerufen am 23. März 2018.
14. ↑  Durchführungsverordnung (EU) 2016/1242 der Kommission vom 13. Juli 2016
15. ↑  Flönz. In: eAmbrosia.
16. ↑  Ziff. 4 des Dokuments EU-Nr.: DE-PGI-0005-01257 — 26. August 2014 gemäß Veröffentlichung des Eintragungsantrages (2016/C 107/07), abrufbar über eAmbrosia
17. ↑  Dagmar Schmauks: Semiotische Streifzüge: Essays aus der Welt der Zeichen. LIT Verlag, Berlin/Hamburg/Münster 2007, S. 158.
18. ↑  Flying Flönz. Abgerufen am 17. Juni 2020.
19. ↑  Martin Fernholz: Hänneschen – hier wohnt die kölsche Seele –. In: jeckes.net. 28. Januar 2018, abgerufen am 31. März 2018.
20. ↑  Ausschnitte aus Karnevalssitzungen im Hänneschen-Theater in Köln auf YouTube, vom 5. Februar 2013
21. ↑  admin: – Große Allgemeine und Treuer Husar feiern wieder gemeinsam. In: koelschefastelovend.de. 19. Januar 2018, abgerufen am 31. März 2018.
22. ↑  Informationen: Der Flönz-Cup und seine Sieger. In: Kölner Stadt-Anzeiger. 27. Oktober 2009 (ksta.de [abgerufen am 22. März 2018]).
23. ↑  Kölner Fleischer-Innung: Großer Blut- und  Rotwurst Wettbewerb. Hrsg.: Kölner Fleischer-Innung. Köln 2015 (fleischer-koeln.de [PDF]).